# Channapur, Hubli
Channapur là một làng thuộc tehsil Hubli, huyện Dharwad, bang Karnataka, Ấn Độ.